# Pamela Geller
Pamela Geller é uma ativista política e comentadora norte-americana, conhecida por seus escritos anti-islâmicos, pela oposição à construção proposta de um centro comunitário islâmico perto do antigo local do World Trade Center e patrocínio do concurso de "cartoons" "Draw the Prophet" (Desenhem o Profeta) em Garland, Texas. Ela afirma que seus blogs e campanhas nos Estados Unidos estão contra o que ela chama de "Sharia rastejante" no país. Vários grupos têm descrito Geller como islamofóbica.
É actualmente a presidente da American Freedom Defense Initiative que fundou com Robert Spencer. O governo britânico barrou a entrada de Geller no Reino Unido em 2013 dizendo a sua presença não ser "propícia ao bem público." Escreveu em co-autoria com Robert Spencer o livro The Post-American Presidency: The Obama Administration's War on America em 2010.
The Huffington Post etiquetou-a de "extrema-direita", embora outras vozes, como a BBC, anotem o contraste entre o seu apoio a um "estado mínimo" de direita e as suas posições liberais sobre o aborto ou casamentos do mesmo sexo.

## Vida pessoal
Geller é a terceira de quatro irmãs nascidas numa família judaica, Reuben, fabricante de têxteis, e Lillian Geller. Cresceu em Hewlett Harbor,em New York. Ela ajudava no negócio do pai, onde aprendeu a falar fluentemente o espanhol.
Geller frequentou as Lynbrook High School e Hofstra University, que abandonou sem completar o curso.
Casou com Michael Oshry em 1990 divorciando-se em 2007, sendo mãe de quatro crianças: Olivia, Jacqueline, Claudia, e Margo.